# She Knows (песня Dimitri Vegas & Like Mike)
«She Knows» — песня бельгийского диджей-дуэта Dimitri Vegas & Like Mike в сотрудничестве с французским диджеем Давидом Гетта и голландским диджей-дуэтом Afro Bros с вокалом американского певца Эйкона. Это третье сотрудничество дуэта с Гетта, после песен «Complicated» и «Instagram» и третье с Afro Bros после песен «Instagram» и «Boomshakalaka». Песня войдет в дебютный альбом дуэта Rewind + Repeat.

## Предыстория
20 июля 2023 года на вечеринке The Gathering дуэт объявил о выпуске дебютного студийного альбома Rewind + Repeat. 23 июля 2023 года в интервью с One World Radio они заявили, что «She Knows» будет первой песней в альбоме. До его выхода сингл транслировался исключительно на One World Radio.

## Список композиций
| №  | Название                   | Длительность |
| -- | -------------------------- | ------------ |
| 1. | «She Knows» (original mix) | 2:15         |
| 2. | «She Knows» (extended mix) | 3:10         |

## Чарты

### Недельные чарты
| Чарт (2023)                                | Высшая позиция |
| ------------------------------------------ | -------------- |
| Бельгия/Фландрия (Ultratop 50)             | 15             |
| Бельгия/Валлония (Ultratop 50)             | 30             |
| France (Club 40)                           | 4              |
| Latvia (EHR)                               | 20             |
| Нидерланды (Dutch Top 40)                  | 4              |
| Нидерланды (Single Top 100)                | 15             |
| США (Billboard Hot Dance/Electronic Songs) | 38             |

### Годовые чарты
| Чарт (2023)                    | Позиция |
| ------------------------------ | ------- |
| Belgium (Ultratop 50 Flanders) | 78      |
| Netherlands (Dutch Top 40)     | 48      |